# Granby (Nueva York)
Granby es un pueblo ubicado en el condado de Oswego en el estado estadounidense de Nueva York. En el año 2000 tenía una población de 7,009 habitantes y una densidad poblacional de 60 personas por km².

## Geografía
Granby se encuentra ubicado en las coordenadas 43°17′32″N 76°26′24″O / 43.29222, -76.44000.

## Demografía
Según la Oficina del Censo en 2000 los ingresos medios por hogar en la localidad eran de $36,610 y los ingresos medios por familia eran $41,127. Los hombres tenían unos ingresos medios de $33,390 frente a los $24,125 para las mujeres. La renta per cápita para la localidad era de $16,826. Alrededor del 14.2% de la población estaban por debajo del umbral de pobreza.